# Spilosmylus africanus
Spilosmylus africanus là một loài côn trùng trong họ Osmylidae thuộc bộ Neuroptera. Loài này được Kolbe miêu tả năm 1897.